# Mário Guimarães Ferri
Mario Guimarães Ferri (São José dos Campos, 7 de julho de 1918 — São Paulo, 15 de junho de 1985) foi um biólogo, pesquisador e professor universitário brasileiro. 
Foi professor da Universidade de São Paulo (USP) e também artista plástico, pioneiro ecólogo no Brasil. Foi autor de vários livros de divulgação científica nas áreas de ecologia e poluição.

## Biografia
Mario nasceu em 1918, em São José dos Campos. Era filho dos professores Mário Ferri e Durvalina de França Guimarães. Mario fez o curso primário em São José dos Campos e o secundário na cidade de São Paulo, no Instituto de Educação Caetano de Campos. Ingressou no curso de História Natural da Faculdade de Filosofia, Ciências e Letras da Universidade de São Paulo, onde obteve o doutorado em 1944 e a livre-docência em 1951. Em 1955 tornou-se professor catedrático de Botânica na Faculdade de Filosofia, Ciências e Letras da Universidade de São Paulo.
Entre 1944 e 1945 fez estágios de pós-doutorado no Instituto Boyce Thompson e no Instituto de Tecnologia da Califórnia, com bolsa da Fundação Rockefeller. Pela Universidade Columbia, fez um curso de fisiologia Vegetal, onde iniciou seus trabalhos na linha dos hormônios de plantas.
Foi um dos fundadores da Academia de Ciências do Estado de São Paulo e o único membro fundador da área da botânica. Foi bastante atuante na Edusp. Foi Professor Assistente, Professor Catedrático e Chefe do Departamento de Botânica do Instituto de Biociências da USP. De 1961 a 1968 foi Diretor da Faculdade de Filosofia, Ciências e Letras e durante 5 anos foi Vice-reitor da Universidade de São Paulo, tendo sido Reitor em exercício em 1967 e 1968. De 1961 a 1968 foi Membro do Conselho Universitário, USP. Durante anos, a partir de 1964, foi Presidente da Comissão Editorial da USP, período em que publicou 1806 obras em colaboração com várias editoras, nos mais variados campos do conhecimento. Foi assessor de muitas revistas científicas do Brasil e do exterior.

## Pioneirismo em Ecologia
Mario iniciou no Brasil os trabalhos em Ecologia, em trabalhos de campo. Sua tese de doutorado é um dos primeiros trabalhos de natureza experimental no estudo da Ecologia dos cerrados. É dele, em colaboração com Felix Rawitscher e Mercedes Rachid, o primeiro trabalho experimental em Ecologia de Campo no Brasil, Profundidade dos solos e vegetação dos cerrados do Brasil Meridional.

## Morte
Mario morreu em 15 de junho de 1985, em São Paulo, aos 66 anos.

## Prêmios
- Professor Emérito da USP, conferido em 1975 pelo Conselho Universitário da USP.
- Sócio Honorário da Associação Brasileira de Arquitetos Paisagistas em 1975.
- Medalhas de Honra da Inconfidência Mineira em 1977 e em 1981 conferidas pelo Governo de Minas Gerais.
- Em 1981 recebeu a Medalha Santos Dumont Mérito Aeronáutico – Grau Ouro.
- Cidadão Honorário do Estado de Minas Gerais (1974).
- Membro do Instituto de Cultura Hispânica em 1961.
- Membro do Instituto de Geografia de Portugal em 1961.

## Artista plástico
Ferri participou de exposições coletivas e individuais em vários Estados brasileiros. Sua última exposição individual foi uma mostra retrospectiva realizada entre 17 de novembro e 15 de dezembro de 1983 na Galeria Ibero-Americana de Arte, em São Paulo. Na retrospectiva foram apresentados 165 trabalhos realizados entre 1961 e 1983.
- Participação na 9º Bienal de São Paulo em 1976.
- Exposição na Associação dos Amigos do Museu de Arte Moderna de São Paulo (1968).
- Participação no 1º Salão Paulista de Arte Contemporânea.
- Participação da 1º Pré-Bienal de Artes Plásticas.

## Publicações selecionadas
- Ferri, M. G., 1938. Sobre a função dos hidropôtios. An. la. Reunião Sul-americana de Botânica, vol. I.
- Ferri, M. G., 1942. Observação sobre a metodologia para o estudo da transpiração cuticular em plantas brasileiras, especialmente em Cedrela fissilis. Bolm Fac. Fil. Ciên. Letras USP 28, Bot. 3.
- Ferri, M. G., 1943. Observações sobre a Lagoa Santa. Ceres 4.
- Ferri, M. G., 1943. Profundidade dos solos e vegetação em campos cerrados do Brasil Meridional. An. Acad. Brasil. Ciênc. 15.
- Ferri, M. G., 1944. Transpiração de plantas permanentes dos cerrados. Bolm Fac. Ciênc. Letras USP 41. Bot. 4.
- Ferri, M. G., 1945. Preliminary observations on the translocation of synthetic growth substances. Contrib. Boyce Thompson Inst. 14.
- Ferri, M. G., 1946. Pesquisas recentes de alcance prático sobre hormônios de crescimento. Rev. Soc. Rural Brasil S. Paulo 26, nº 306.
- Ferri, M. G., 1946. Informações sobre o estado atual das pesquisas sobre hormônios de crescimento. Rev. Soe. Rural Brasil. S.Paulo 26, n° 306.
- Ferri, M. G., 1947. The enzymatic conversion of tryptophan to auxin by spinach leaves. Arch. Biochem. 13.
- Ferri, M. G., 1948. Partenocarpia induzida com ácido-β-naftoxiacético. Bolm Fac. Fil. Ciênc. Letras, USP 91, Bot. 6.
- Ferri, M. G., 1948. Stomatal behaviour as influenced by treatment with naphtoxyacetic acid. Contrib. Boyce Thompson Inst. 15.
- Ferri, M. G., 1949. Hormônios e substâncias sintéticas promotoras ou reguladoras do crescimento das plantas. Ciência & Cult. 1.
- Ferri, M. G., 1949. Further information on the stomatal behaviour as influenced by treatment with hormone-like substances. An. Acad. brasil. Ciênc.21.
- Ferri, M. G., 1950. Síntese, natureza química, modo de ação e inativação dos fitohormônios. Rodriguesia 24.
- Ferri, M. G., 1950. Riboflavina e fototropismo das articulações das folhas de feijão. Ciência & Cult. 3.
- Ferri, M. G., 1950. Influence of growth substances on the pulvini of the primary leaves of bean plants. An. Acad. brasil. Ciênc. 22.
- Ferri, M. G., 1951. Fluorescence and photoinactivation of indoleacetic acid. Arch. Biochem. & Byophys. 31.
- Ferri, M. G., 1951. Nuevas informaciones sobre la influencia de substancias de crescimento en el movimento de las articulaciones de las hojas primárias de Phaseolus vulgaris L. Phyton 1.
- Ferri, M. G., 1951. Fotodestruição do fitohormônio ácido indolil-3-acético por compostos fluorescentes. Bolm Fac. Ciênc. Letras USP 102, Bot. 9.
- Ferri, M. G., 1951. Photoinactivation of the plant-hormone indoleacetic acid by fluorescent substances. Nature 4269.
- Ferri, M. G., 1952. Water balance of plants from the "Caatinga". I. Transpiration of some of the most frequent species of the "Caatinga of Paulo Afonso (Bahia) in the rainy season. Revta bras. Biol. 12.
- Ferri, M. G., 1952. O caminho do carbono na fotossintese: XIV. Tradução do trabalho de Melvin, G., J.A. Bassham, A.A. Benson, S. Kawaguchi, V.H. Linch, W. Stepka e N.E. Robert. Selecta Chimica 10.
- Ferri, M. G., 1953. Observações sobre a influência de compostos fluorescentes no crescimento de fungos. Revta bras. Biol. 13.
- Ferri, M. G., 1953. Balanço de água de plantas da caatinga. An. 4º Congr. Nac. Soc. Bot. do Brasil.
- Ferri, M. G., 1953. Mecanismo do efeito de substancias de crescimento sobre o movimento de folhas de feijão (nota preliminar). An. 4º Congr. Nac. Soe. Bot. do Brasil.
- Ferri, M. G., 1953. Como florescem as plantas. Ciência & Cult. 5.
- Ferri, M. G., 1953. Water balance of plants from the "Caatinga". II. Further information on transpiration and stomatal behaviour. Revta bras. Biol.13.
- Ferri, M. G., 1954 A Botânica em São Paulo, desde a criação de sua Universidade. Jornal O Estado de S. Paulo", nº 24.145.
- Ferri, M. G., 1954. Transpiração de Eucalyptus tereticornis. Bolm Fac. Fil. Ciênc. Letras USP 173, Bot. 11.
- Ferri, M. G., 1954. On the morphology of the stomata of Eucalyptus terticornis, Ouratea spectabilis and Cedrela fissilis. Bolm Fac. Ciênc. Letras USP 173. Bot.11.
- Ferri, M. G., 1954. Observações sobre a influência de compostos fluorescentes no enraizamento de estacas. I. Revta bras. Biol. 14.
- Ferri, M. G., 1954. Water balance of the "caatinga", a semiarid type of vegetation of Northern Brazil. Compt. Rendus. VIII Congr. Internat. Bot., Paris.
- Ferri, M. G., 1955. A Botânica no Brasil—Capítulo X, Vol. I da obra "As Ciências no Brasil". Cia. Melhoramentos de Sào Paulo.
- Ferri, M. G., 1955. Problemas de reflorestamento da caatinga e do cerrado. Ciência & Cult. 7.
- Ferri, M. G., 1955. Contribuição ao conhecimento da ecologia do cerrado e da caatinga. Estudo comparativo da economia d'água de sua vegetação. Bolm Fac. Fil. Ciênc. Letras USP 195. Bot. 12.
- Ferri, M. G., 1955. Observações sobre a influência de compostos fluorescentes no enraizamento de estacas II. Revta Biol.15.
- Ferri, M. G., 1956. Botânica - Morfologia externa das plantas (Organografia). Cia. Melhoramentos de São Paulo.
- Ferri, M. G., 1956. Transpiração de plantas permanentes do cerrado na estação das chuvas. Revta bras. Biol.16.
- Ferri, M. G., 1956. Economia d'água de cana-de-açúcar. An. Acad. brasil. Ciênc. 28.
- Ferri, M. G., 1957. Photoactive movement of the stomata of sugarcane. Revta bras. Biol. 17.
- Ferri, M. G., 1957. Informações sobre a transpiração de duas gramíneas freqüentes no cerrado. Revta bras. Biol.17.
- Ferri, M. G., 1957. O consumo d'água dos eucaliptos. An. Acad. Brasil. Econ. Florest. 9.
- Ferri, M. G., 1958. In Memoriam: Felix Rawitscher. Bolm Fac. Fil. Ciênc. Letras USP 224. Bot. 15.
- Ferri, M. G., 1958. Contribuição ao conhecimento da ecologia do cerrado. Estudo comparativo da economia d'água de sua vegetação em Emas (Est. de São Paulo), Campo Grande (Est. de Mato Grosso) e Goiania (Est. Goiás). Bolm Fac. Fil. Ciênc. Letras USP 224. Bot. 15.
- Ferri, M. G., 1958. Papel do fator nutricional na economia de água de plantas do cerrado. Revta Biol. 1.
- Ferri, M. G., 1958. A botânica em São Paulo desde a criação de sua Universidade. Ensaios Paulistas, 9-23 Editora Anhambi. São Paulo.
- Ferri, M. G., 1959. Contribuição ao estudo da anatomia das folhas de plantas do cerrado. Bolm Fac. Fil. Ciênc. Letras USP 243. Bot. 16.
- Ferri, M. G., 1959. Ecological information on the "Rio Negro Caatinga" (Amazon) IX Internat. Congress. Montreal, Canada, Proceed. vol. Il. Abstr. 12-13.
- Ferri, M. G., 1959. Problems of water relations of some Brazilian vegetation types with special consideration of the concept of xeromorphy and xerophytism. UNESCO - Simpósio: Ecologia de regiões áridas e semiáridas, Madrid, set..
- Ferri, M. G., 1959. Aspects of the soil-water-plant relationship in connexion with some Brazilian types of vegetation. UNESCO - Simpósio: Ecologia de regiões tropicais úmidas, Abidjan, out..
- Ferri, M. G., 1959. Caracterização das principais formações vegetais brasileiras. An. Soc. Bot. Brasil, Fortaleza, Ceará.
- Ferri, M. G., 1959. Informações sobre a influência do N-fenil carbamato de isopropila no comportamento de diversas plantas - (nota prévia). An. Soe. Bot. Brasil, Fortaleza, Ceará.
- Ferri, M. G., 1960. Nota preliminar sobre a vegetação de cerrado em Campo Mourão (Paraná). Bolm Fac. Fil. Ciênc. Letras USP 247. Bot.17.
- Ferri, M. G., 1960. Transpiração e comportamento estomático de plantas permanentes do cerrado em Campo do Mourão (Paraná). Bolm Fac. Fil. Ciênc. Letras, USP 247. Bot. 17.
- Ferri, M. G., 1960. Informações sobre a economia d'água de plantas de um tabuleiro do município de Goiana (Pernambuco). Bolm Fac. Fil. Ciênc. Letras USP 247. Bot.17.
- Ferri, M. G., 1960. Contribution to the knowledge of the ecology of the "Rio Negro Caatinga". (Amazon). Bull. Research Council of Israel, Sec. D. Botany, vol. 89 Apr. nº 34.
- Ferri, M. G., 1960. Considerações sobre o ensino da Botânica. XXII Reunião da Soc. Brasileira para o Progresso da Ciência (Piracicaba).
- Ferri, M. G., 1961. Informações sobre a influência do N-fenil carbamato de isopropila no comportamento de a1gumas plantas, com especial consideração da transpiração. Revta Biol. 2.
- Ferri, M. G., 1961. Problems of water relations of some Brazilian vegetation types with special consideration of the concepts of xeromorphy and xerophytism. Plant-water relationship in arid conditions. Madrid symposium: 24-30, September 1959, UNESCO.
- Ferri, M. G., 1961. Aspects of the soil-water-plant relationship in conexion with some Brazilian types of vegetation. Tropical soil and vegetation. Proceed. of the Abidjan Symposium: 20- 24, October 1959, UNESCO.
- Ferri, M. G., 1961. Caracterização das principais formações vegetais brasileiras e considerações sobre alguns problemas importantes de sua ecologia. (V Curso Internac. Pastagens, 15-6 a 7 de agosto de 1959, São Paulo). Fundamentos de manejo de pastagens. Departamento de Produção Animal, Sec. Agric. São Paulo: 177-188.
- Ferri, M. G., 1961.Problemas de economia d'água na vegetacão de caatinga e cerrados brasileiros. (V Curso Internac. Pastagens, 15-6 a 7 de agosto de 1959, São Paulo). Fundamentos de manejo de pastagens. Departamento de Produção Animal, Sec. Agric. São Paulo: 189-199.
- Ferri, M. G., 1963. Histórico dos trabalhos botânicos sobre o cerrado. Simpósio sobre o cerrado. EDUSP.
- Ferri, M. G., 1963. Evolução do conceito de xerofitismo Bolm Fac. Fi1. Ciênc. Letras USP 267, Bot. 19.
- Ferri, M. G., 1964. Discurso do diretor Prof. Mário Guimarães Ferri no encerramento da solenidade de colação de grau de Bacharéis e Licenciados da Turma de 1963. Publ. Fac. Fil. Ciênc. Letras, USP.
- Ferri, M. G., 1964. Informações sobre a ecologia dos cerrados e sobre a possibilidade de seu aproveitamento. Silvicultura (Ver. Téc. Serv. Flor. Est. São Paulo) Ano 3, n°. 3.
- Ferri, M. G., 1968. Ideias sobre a reestruturação da Universidade de São Paulo. Jornal O Estado de S. Paulo.
- Ferri, M. G., 1968. USP - Reestruturação e adequação às necessidades do momento. Suplemento Especial de Educação, Folha de S.Paulo, 76-77.
- Ferri, M. G., 1969. Plantas do Brasil – Espécies do Cerrado. Ed. Edgard Blücher Ltda e EDUSP.
- Ferri, M. G., 1969. Glossário de termos botânicos. Ed. Edgard Blücher e EDUSP.
- Ferri, M. G., 1970. Botânica—Morfologia interna das plantas (Anatomia) Cia. Melhoramentos de São Paulo e EDUSP. 1ª Edicão. São Paulo.
- Ferri, M. G., 1970. Aspectos da vegetação do sul do Brasil. De R.V. Wettstein, supervisão. Ed. Edgard Blücher e EDUSP.
- Ferri, M. G., 1971. Simpósio sobre o cerrado – I - Reimpressão. Ed. Edgard Blücher e EDUSP.
- Ferri, M. G., 1971. Modificação do hábito floral de Cochlospermum regium (Mart) Pilger. III Simpósio sobre o cerrado. Coord. M.G. Ferri. Ed. Edgard Blücher e EDUSP.
- Ferri, M. G., 1971. Efeitos de substancias de crescimento no movimento das articulações de Phaeolus vulgaris. Ciência & Cult. 23.
- Ferri, M. G., 1971. Informações sobre transpiraração e anatomia foliar de diversas mirtáceas. Ciência & Cult.23.
- Ferri, M. G., 1971. III Simpósio sobre o cerrado. Ed. Edgard Blücher e EDUSP.
- Ferri, M. G., 1972. Ecological problems of tho cerrado vegetation. I. Congresso Latinoamericano de Botânica, p. 365-387. In Memórias de Simposia. México.
- Ferri, M. G., 1972. Contribuição ao conhecimento da anatomia de plantas de uma caatinga do Rio Negro (Amazonas). Revta Biol. 8.
- Ferri, M. G., 1972. Editoração: conceitos e perspectivas. p. 11-18 in Editoração na USP. Depto de Jornalismo e Editoração da Escola de Comunicações e Artes da USP.
- Ferri, M. G., 1973. Sobre a origem, manutenção e transformação dos cerrados. Actas de la Asociación Argentina de Ecologia. l.
- Ferri, M. G., 1972. Homem agride o ambiente no país. Jornal O Estado de S. Paulo, 11 de fevereiro de 1973.
- Ferri, M. G., 1972. Lagoa Santa e a vegetação dos cerrados brasileiros. Livraria Itatiaia e EDUSP.
- Ferri, M. G., 1972. Considerações sobre a origem, manutenção e transformação dos cerrados. Revta Biol. 9.
- Ferri, M. G., 1972. Carlos das Neves Tavares: sua vida e sua obra. Revta Biol.9.
- Ferri, M. G., 1972. Karl Martin Silberschmidt: sua vida e sua obra. Revta Biol. 25.
- Ferri, M. G., 1972. Ecological problems in Latin America. In Genes, Enzymes and Populations. Plenum Publishing Corporation: 5-24, New York.
- Ferri, M. G., 1974. Botânica: curso experimental-fisiologia. Companhia Melhoramentos de São Paulo e EDUSP.
- Ferri, M. G., 1974. A Botânica no Brasil: considerações históricas. História da ciência, vol.46.
- Ferri, M. G., 1974. Vegetação no Rio Grande do Sul. Livr. Itatiaia Ltda e EDUSP.
- Ferri, M. G., 1974. Ecologia: temas e problemas brasileiros. Livr. Itatiaia Ltda e EDUSP.
- Ferri, M. G., 1974. Informations about the consequences of accelerated~ deforestation in Brazil. Proc. of the First International Congress of Ecology, September 8-14: 355-360. Holanda.
- Ferri, M. G., 1975. Os cerrados de Minas Gerais. Ciência & Cult. 27.
- Ferri, M. G., 1975. Aylthon Brandão Joly: sua vida e sua obra. Boletim da Botânica, n° 3.
- Ferri, M. G., 1976. Ecologia e Poluição. Ed. Melhoramentos e EDUSP.
- Ferri, M. G., 1976. Plantas produtoras de fibras. Ed. Pedagógica e Universitária Ltda, São Paulo.
- Ferri, M. G., 1977. Ecologia dos cerrados. IV Simpósio sobre o Cerrado. Ed. Itatiaia Ltda e EDUSP.
- Ferri, M. G., 1977. O mundo em que vivemos. Ed. Melhoramentos. São Paulo.
- Ferri, M. G., 1978. Glossário ilustrado de Botânica. EBRATEC e EDUSP.
- Ferri, M. G., 1978. Ecologia comparada del "Cerrado" y de la "Caatinga". Mem. 5º Congresso Venezoelano de Botanica. Barquisimeto. Estado Lara. Venezuela. p. 189-243.
- Ferri, M. G., 1978. Ecologia do cerrado. Editora Itatiaia e EDUSP.
- Ferri, M. G., 1979. História das ciências no Brasil. vol. I. Ed. Pedagógica e Universitária e EDUSP.
- Ferri, M. G., 1979. Fisiologia Vegetal. vol. I. Coord.. Editora Pedagógica e Universitária e EDUSP
- Ferri, M. G., 1979. Fisiologia Vegetal. vol. II. Coord.. Ed. Pedagógica e Universitária e EDUSP.
- Ferri, M. G., 1979. Breve histórico das mais importantes linhas de pesquisa no cerrado. 5°. Simpósio sobre o Cerrado: Uso e Manejo. Editerra.
- Ferri, M. G., 1980. Ecologia Geral. Itatiaia, Belo Horizonte.
- Ferri, M. G., 1980. Vegetação Brasileira. Itatiaia e EDUSP.
- Ferri, M. G., 1980. História das ciências no Brasil. vol. II. Coord.. Ed. Pedagógica e Universitária e EDUSP.
- Ferri, M. G., 1981. História das ciências no Brasil. vol. III. Coord.. Ed. Pedagógica e Universitária e EDUSP.
- Ferri, M. G., 1981. Botânica: curso experimental-fisiologia. 3ª ed., Ed. Nobel.
- Ferri, M. G., 1982. Ecologia e Poluição. Revta Problemas Brasileiros. Ano XIX, n°. 209.
- Ferri, M. G., 1982. Editora da Universidade de São Paulo. Revta Comunicações e Artes. USP nº 11.
- Ferri, M. G., 1982. Editora da Universidade de São Paulo. Ciência &Cult. 34.
- Ferri, M. G., 1982. Ecologia e Poluição. 5ª ed., Ed. Nobel.
- Ferri, M. G., 1983. Os cerrados, um grupo de formas de vegetação semelhantes às savanas. Revta Cadernos Germano-Brasileiros, Alemanha.
- Ferri, M. G., 1983. Editora da Universidade de São Paulo. Revta Cadernos Germanos-Brasileiros, Alemanha.
- Ferri, M. G., 1984 Glossário ilustrado de Botânica. Ed. Nobel, 14 ed., 29 reimpressão.
- Ferri, M. G., 1984. Botânica—Morfologia interna das plantas (Anatomia). 9ª edição, Ed. Nobel.
- Ferri, M. G., 1984. Os cerrados, um grupo de formas de vegetação semelhantes às savanas. Revta Biol. 12, 3-4.
- Ferri, M. G., 1985. Botânica - Morfologia externa das plantas (Organografia). 15ª edição, 3ª reimpressão, Ed. Nobel.
- Ferri, M. G., 1985. Fisiologia Vegetal. Vol. I. Coord..2ª ed. Editora Pedagógica e Universitária e EDUSP